# Liever verliefd
Liever verliefd is een Nederlandse film uit 2003 geregisseerd door Pim van Hoeve. De film zou eerst Vlinders gaan heten, maar die naam was al geclaimd door een uitgever van een kinderboekenreeks met dezelfde naam. De internationale titel is Love to Love.

## Verhaal
Nadat de zoveelste man haar gevoelens heeft gekwetst, weet Anna het zeker. Mannen zijn in relaties niet te vertrouwen. De donkerblonde schrijfster bezweert haar vriendin Ellen dat ze vanaf nu niet meer verliefd wordt, en dat ze mannen voortaan zal misbruiken zoals ze al die tijd zelf behandeld is.
Anna papt aan met de eerste twee mannen die ze ziet: de macho bouwvakker Rob en de gevoelige pianist Sander. Met beiden bouwt ze een relatie op, maar verliefd worden doet ze niet... denkt ze. Haar relatie met twee mannen tegelijk weet ze zowel voor Rob als Sander geheim te houden. Vriendin Ellen vindt het allemaal maar riskant, want stel dat Sander en Rob erachter komen dat ze al die tijd 'gebruikt' worden? Anna ziet het probleem niet: zolang de mannen elkaar niet tegenkomen is er niks aan de hand. Wat ze echter niet weet is dat Rob en Sander elkaars beste vrienden, en zelfs huisgenoten zijn.
En dan komt de dag dat Anna ontdekt dat beide mannen toch meer voor haar betekenen dan ze al die tijd dacht. Vooral omdat ze ontdekt dat deze twee mannen voor de verandering écht om haar lijken te geven, en oprecht van haar lijken te houden. Vriendin Ellen bezweert haar dat ze toch echt moet kiezen, en de mannenverslindende onderbuurvrouw verzucht met spijt in haar hart dat het voor vrouwen nu eenmaal niet mogelijk is om meer dan één man te hebben. Dus welke man moet ze nu kiezen? Als ook Dirk, haar vorige vriend die haar voor een andere vrouw in de steek had gelaten en die zij sindsdien altijd "Dirk de Droplul" noemt, plotseling opduikt en haar de liefde verklaart, lijken Anna's problemen compleet.
De ellende stijgt tot een hoogtepunt wanneer Sander en Rob aan Anna een huwelijksaanzoek doen op dezelfde dag, op dezelfde plaats, en het Anna niet meer lukt om haar dubbelleven voor de heren geheim te houden. Wanneer ze erachter komen dat ze beiden dezelfde vriendin hebben vliegen ze elkaar in de haren alsof ze Mark Darcy en Daniel Cleaver uit Bridget Jones's Diary zijn. Haar beide vrienden is Anna door dat voorval in één keer kwijt. Huilend zoekt ze daarom steun in de armen van haar ex-vriend Dirk.
Kort daarna staat Anna in een witte bruidsjurk op het punt om met Dirk in het huwelijk te treden. Terwijl ze kampt met hevige twijfels over dit huwelijk, lopen Sander en Rob, inmiddels al enige tijd ex-huisgenoten, elkaar na lange tijd weer tegen het lijf. Ze mijmeren over dat "rothuwelijk" van Anna met droplul Dirk, en dat het haar verdiende loon is... totdat ze erachter komen dat ze beiden eigenlijk nog steeds verliefd op Anna zijn. Samen stappen ze in de auto, en rijden zo snel mogelijk naar het kerkje waar Anna zich bevindt, om haar op het laatste moment te redden van een huwelijk dat ze eigenlijk niet wil. Sander en Rob trouwen beiden met Anna, in een land waar polyandrie mogelijk is.

## Rolverdeling
| Acteur              | Personage          | Opmerkingen |
| ------------------- | ------------------ | ----------- |
| Miryanna van Reeden | Anna               |             |
| Chris Zegers        | Rob                |             |
| Romijn Conen        | Sander             |             |
| Elle van Rijn       | Ellen              |             |
| Michael Pas         | Dirk               |             |
| Wendy van Dijk      | Suzan              |             |
| Sjoukje Hooymaayer  | Sylvia             |             |
| Ina van Faassen     | Mevrouw Hazelhof   |             |
| Cyrille Carreon     | Kim                |             |
| Ruben Lürsen        | Ralf               |             |
| Martijn Fischer     | Mike               |             |
| Lisa Portengen      | Janine             |             |
| Ids van der Krieke  | Dominee            |             |
| Tobias Lasschuit    | Verkoopster Renee  |             |
| Arne Evers          | Ober in restaurant |             |
| Rob Malash          | Thaise man         |             |

## Prijzen
- Gouden Film
- De film zou als inzending dienen voor de Oscars, maar de producent gunde zelf de eer aan De Tweeling.

## Muziek
De film maakt uitgebreid gebruik van muziek van Nederlandse en Vlaamse artiesten uit de laatste decennia, waaronder:
- "Why Tell Me Why" van Anita Meyer
- "Love me just a little bit more" van de Dolly Dots
- "Onderweg" van Abel
- "Bloedend hart" van De Dijk
- "I would stay" van Krezip
- "De wilde boerndochtere" (Hé schon wijveken) van Ivan Heylen
- "You and me" van Spargo
- "Somebody else's lover" van Total Touch
- "Wêr bisto" van Twarres